# Fodor Emese
Fodor Emese (Ózd, 1972. május 13. –) magyar súlyemelő.
Sporttagozatos általános iskolába járt, ahol sokoldalúan nevelték a mozgás- és versenysport szeretetére, igényére a gyerekeket. Tehetsége szinte minden oktatott sportágban kitűnt, melyet leginkább az atlétikában kamatoztatott. Már serdülő korában – Kakas Béla tanítványaként – ifjúsági aranyjelvényes volt 80 m-es gátfutásban, 100 és 200 méteres síkfutásban. Csapatban indult ötpróbaversenyeken is.
Nemcsak atlétaként, de kézilabdásként is segítette az akkor még Vörös Hadsereg úti Általános Iskolát, illetve később kézilabdásként is igazolt sportolója lett az akkori Ózdi Kohász Sportegyesületnek. Miskolcon a Fáy András Közgazdasági Szakközépiskolában folytatta tanulmányait, és átigazolt a Diósgyőri VTK-hoz. Ezekben a színekben már nem indult hivatalos versenyeken, akkori edzője 400 m-es gátfutónak készítette, amit semmilyen téren nem tudott elfogadni, teljesíteni.

## Pályafutása
Miután a sportolást nem akarta abbahagyni, továbbra is látogatta a kondicionáló termeket, szülővárosában Ózdon is. Itt ismerkedett meg a klasszikus súlyemeléssel, és versenyszerűen el is kezdte űzni azt. 1988-tól 1993-ig magyar válogatott kerettag volt. Kétszer volt felnőtt országos bajnok, egyszer-egyszer második és harmadik. Ifjúsági országos bajnokságon háromszor győzött, illetve kétszer volt második helyezett. Hatszor javított országos rekordot, az 1991-ben Tatabányán szakítás fogásnemben, az 56 kg-os súlycsoportban elért 65,5 kg-os eredménye örökös országos rekord. Fodor Emese három Európa-bajnokságon vett részt. 
- 1990-ben Tenerifén összetettben 6., lökésben 4. lett.
- 1992-ben Várnában szakításban 6., lökésben és összetettben a 4. helyen végzett.
- 1993-ban Valenciában szakításban és összetettben 4. volt, még lökésben Európa-bajnoki bronzérmet szerzett. Mindkét fogásnemben és összetettben testsúlykülönbséggel maradt le a fényes érmektől.

Edzője Fekete József. Súlyemelő pályafutását 21 évesen fejezte be.